# Mont Cimone
Le mont Cimone est le plus haut relief de l'Apennin septentrional et de la région d’Émilie-Romagne, avec une altitude de 2 165 mètres. Il est situé sur les communes de Fiumalbo, Sestola, Fanano et Riolunato, dans la province de Modène.

## Géographie

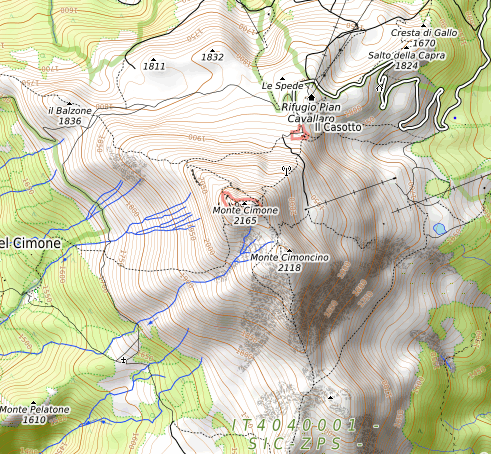
Carte topographique du Monte Cimone.

C’est une montagne d’aspect plutôt trapu, avec une vague forme pyramidale à trois faces. Son profil est caractéristique des paysages de l’Apennin de Modène et il est visible depuis les provinces de Modène, Reggio d'Émilie, Parme, Pistoia et Ravenne, et la ville métropolitaine de Bologne. Considérant l’acuité visuelle de l'œil humain, la cime du mont Cimone est le point géographique depuis lequel on peut voir la plus grande superficie de l’Italie. Dans des conditions de visibilité optimale, on peut observer à l’horizon tout l’arc alpin, la mer Adriatique, le mont Amiata, le monte Argentario, la mer Tyrrhénienne, l'île d'Elbe, la Corse et l'île de Capraia.

## Histoire
Des découvertes de traces de la présence romaine ont été réalisées au cours de divers travaux, ainsi que des traces d’établissements humains destinés à l’activité pastorale remontant à l’Antiquité.
Au VIIe siècle les Byzantins furent battus par les Lombards du roi Rothari (636-652) sur le versant septentrional du Monte Cimone.
Les premières ascensions sportives ou scientifiques sont documentées à partir de 1567, par Guidinello Montecuccoli, noble local. Diverses expéditions pour l’étude de la pression et la composition de l’atmosphère ont été réalisées au XVIIe siècle par des pères jésuites.
En 1892, fut construite une tour octogonale pour l’observation scientifique, aujourd’hui en ruine.
En 1908, une chapelle dédiée à la Madonna delle nevi (Madone des neiges) est réalisée dans le cadre de la procession du 5 août de chaque année.
En 1939, la réalisation d’un refuge du CAI fut interrompue par la Seconde Guerre mondiale et la Guerre froide qui suivit et durant laquelle l’implantation militaire débutée en 1937 fut poursuivie, ce qui interdit l’accès au sommet pour la population civile.

## Activités touristiques
Le sommet est équipé de stations de ski avec remonte-pente mécanique qui permet de rejoindre la cime depuis les localités de Sestola, de Canevare de Fanano, de Le Polle de Riolunato et de Montecreto. Un télésiège, ouvert en période estive, assure la liaison du Passo del Lupo (col accessible en auto) au Pian Cavallaro, d’où le sommet est joignable à pied en 1 h 30. Les pistes, de catégorie facile et moyenne, ne dépassent pas les 2,5 km (pour un total de 50 km) et une dénivellation inférieure à 400 mètres, mais d’une largeur supérieure à la normale.
Le sommet ne présente par d’intérêt particulier en alpinisme par l’absence de paroi rocheuse.
Sur une des faces, à 1 500 mètres d’altitude, se trouve le Lago della Ninfa (lac de la Nymphe), d’origine tectonique.
Au sommet, un large plateau accueille de multiples antennes de télécommunication, une station pour la navigation aéronautique militaire, une station météorologique et la station de recherche Ottavio Vittori de l'Institut des sciences de l'atmosphère et du climat du Conseil national de la recherche.